# ويليام تورنبول سوان
ويليام تورنبول سوان (بالإنجليزية: William Turnbull Swan)‏ هو سياسي نيوزلندي، ولد في 1828، وتوفي في 1875. انتخب عضو مجلس النواب النيوزيلندي.